# Żukocin
Żukocin (ukr. Жукотин) – wieś na Ukrainie, w obwodzie iwanofrankiwskim, w rejonie kołomyjskim.
Prywatna wieś szlachecka prawa wołoskiego, położona była w ziemi halickiej województwa ruskiego.